# Tân Bình, thị xã Cai Lậy
Tân Bình là một xã thuộc thị xã Cai Lậy, tỉnh Tiền Giang, Việt Nam.

## Địa lý
Xã Tân Bình nằm ở phía tây bắc thị xã Cai Lậy, có vị trí địa lý:
- Phía đông giáp xã Mỹ Hạnh Trung
- Phía tây huyện Cai Lậy
- Phía nam giáp Phường 2 và Phường 3
- Phía bắc giáp xã Mỹ Phước Tây.

Xã Tân Bình có diện tích 9,01 km², dân số năm 2013 là 5.669 người, mật độ dân số đạt 629 người/km².

## Hành chính
Xã Tân Bình được chia thành 4 ấp: 3, 5, 6, 7.

## Lịch sử
Trước đây, xã Tân Bình thuộc huyện Cai Lậy.
Ngày 26 tháng 12 năm 2013, Chính phủ ban hành Nghị quyết số 130/NQ-CP. Theo đó, chuyển xã Tân Bình về thị xã Cai Lậy mới thành lập và điều chỉnh một phần diện tích, dân số của xã Tân Bình để thành lập Phường 1, Phường 2 và Phường 3 thuộc thị xã Cai Lậy.
Sau khi điều chỉnh địa giới hành chính, xã Tân Bình còn lại 900,93 ha diện tích tự nhiên và 5.669 người.

## Giao thông
Trên địa bàn xã có tuyến tỉnh lộ 868 đi qua.